# Herz-Jesu-Kirche (Münchwies)

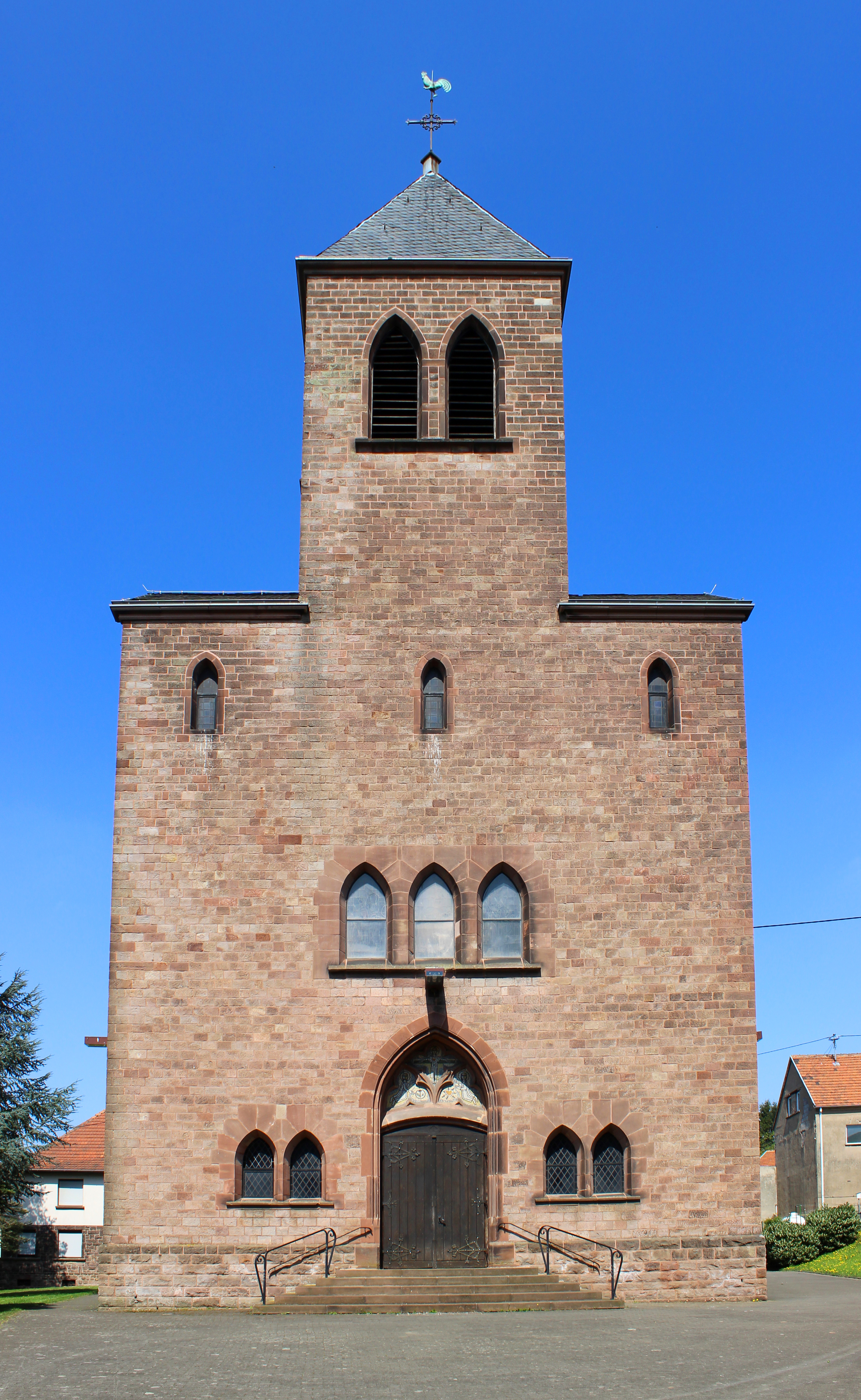
Die Herz-Jesu-Kirche in Münchwies

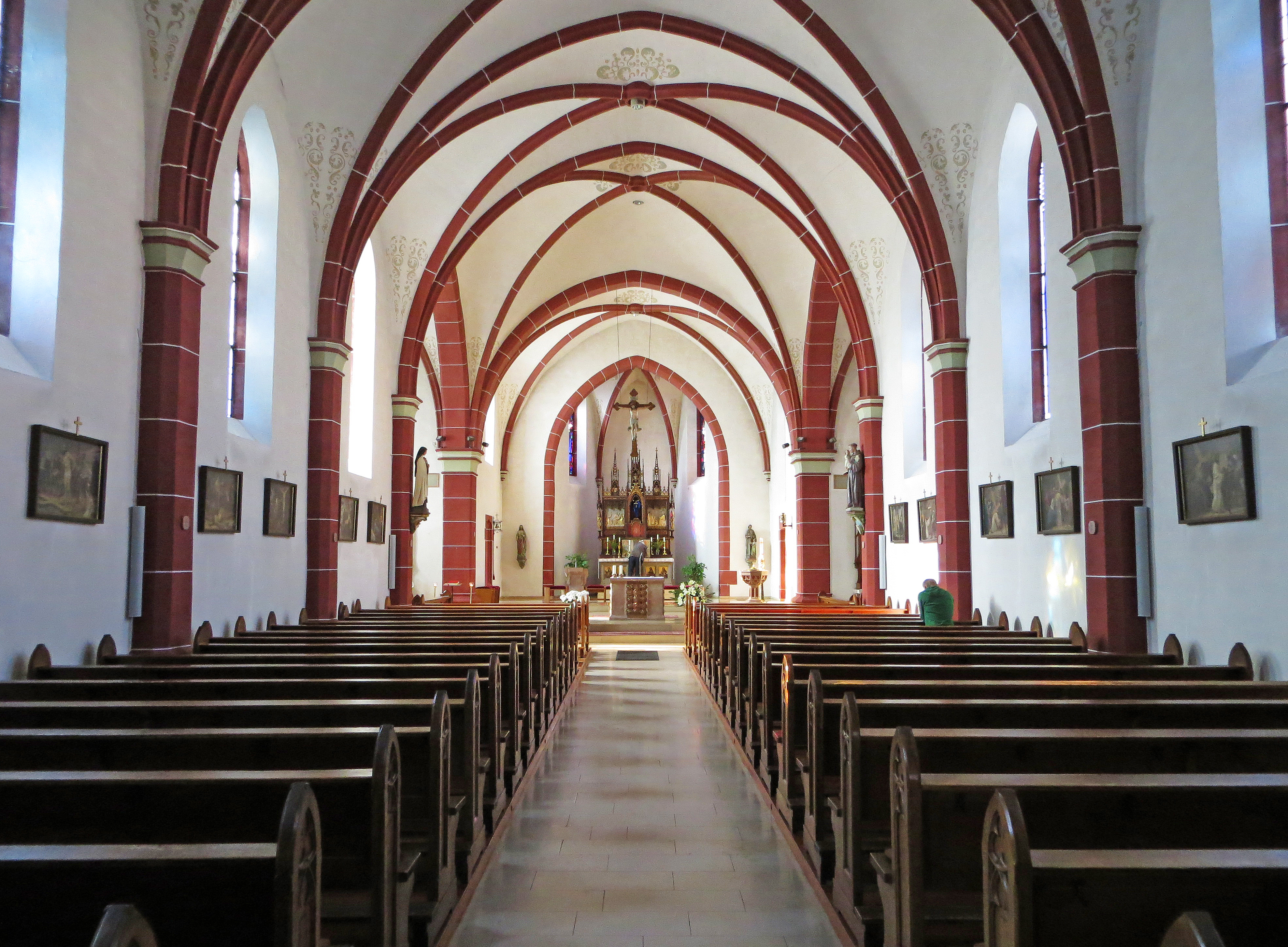
Blick ins Innere der Kirche

Die Herz-Jesu-Kirche ist eine römisch-katholische Pfarrkirche in Münchwies, einem Stadtteil der saarländischen Kreisstadt Neunkirchen. Sie trägt das Patrozinium der Verehrung des heiligsten Herzens Jesu. In der Denkmalliste des Saarlandes ist das Kirchengebäude als Einzeldenkmal aufgeführt.

## Geschichte
Die Kirche wurde in den Jahren 1906 bis 1907 nach Plänen des Architekten Wilhelm Hector (Saarbrücken-St. Johann) im Stil der Neugotik errichtet.
In den Jahren 1952 bis 1954 erfolgte der Bau eines neuen Glockenturms, für dessen Entwurf die Architekten Walz und Reif (St. Wendel) verantwortlich zeichneten.
Mitte der 1960er Jahre kam es zum Umbau des Altarraums, der nach Plänen des Architekten Rudolf Birtel (Neunkirchen) erfolgte.
Von 1984 bis 1989 wurde die Kirche einer Innenrestaurierung unterzogen.

## Ausstattung
Zur Ausstattung der Kirche gehören Fenster, die nach Entwürfen des Kunstmalers Willi A. Kurz (Neunkirchen) im Jahr 1966 von der Firma Kaschenbach (Trier) angefertigt wurden. Des Weiteren Altar und  Ambo von 1989, entworfen von Bildhauer Heinz Oliberius (Niederkirchen) und ausgeführt von Steinbildhauerei Menzel (Ottweiler), sowie ein geschmiedetes Bronzegitter am Altar, das 1989 von Kunstschmied Willi Schild (Münchwies) geschaffen wurde.
In Zusammenarbeit mit dem Architekten Rudolf Birtel zeichnete der Glasmaler und Mosaikkünstler Ferdinand Selgrad (Spiesen-Elversberg) für die Neugestaltung des Altarraumes Mitte der 1960er Jahre verantwortlich.
Die Ausmalung der Kirche mit filigranen Mustern erfolgte während der Innenrestaurierung von 1984 bis 1989.

## Orgel

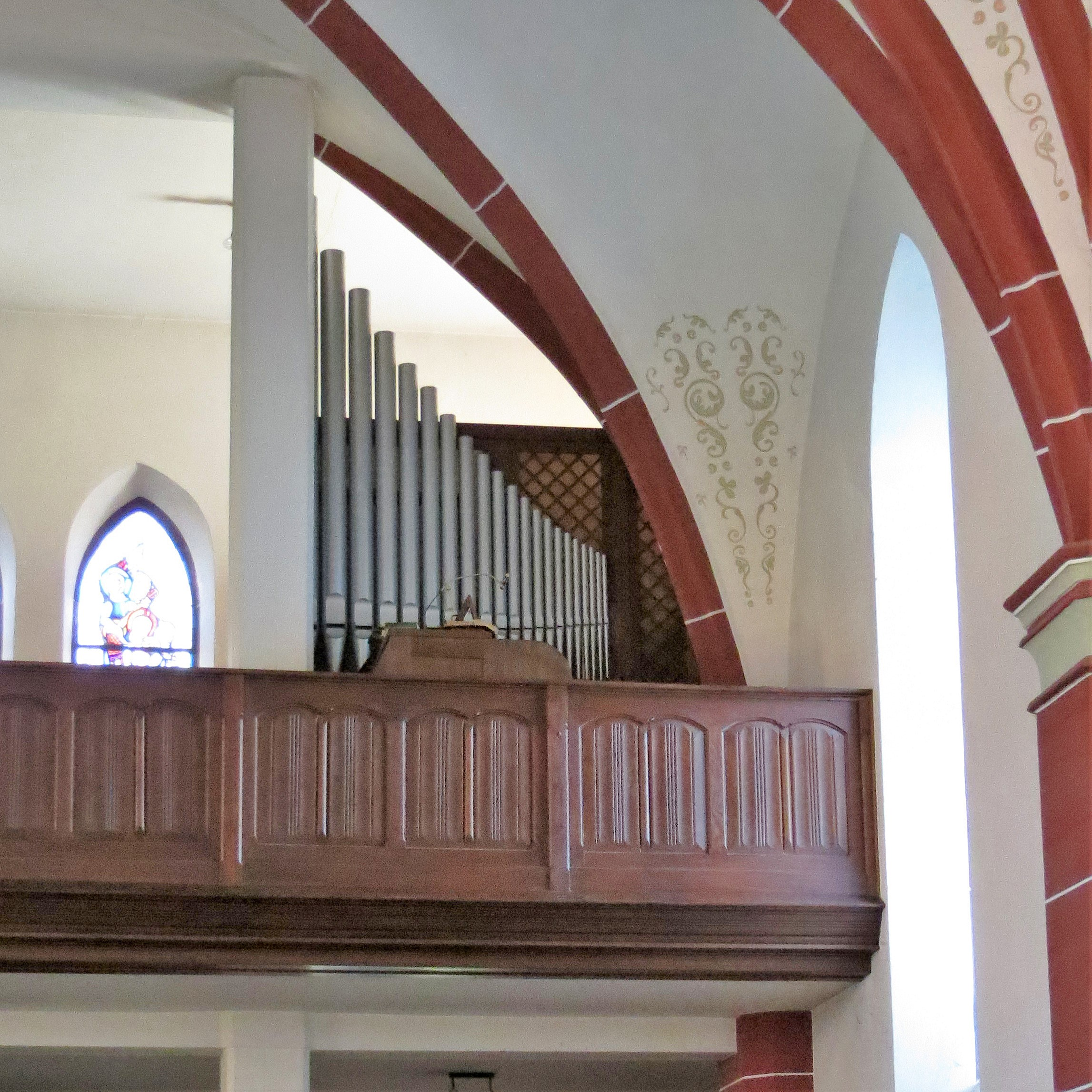
Blick zur Klais-Orgel

Die Orgel der Kirche wurde 1936 von der Orgelbaufirma Klais (Bonn) als Opus 865 erbaut und ist fast unverändert erhalten.
Das Kegelladen-Instrument verfügt über 12 (13) Register, verteilt auf 2 Manuale und Pedal. Die Spiel- und Registertraktur ist elektropneumatisch. Die Disposition lautet wie folgt:
| I Hauptwerk C–g3 |             |       |
| 1.               | Holzflöte   | 8′    |
| 2.               | Salicional  | 8′    |
| 3.               | Principal   | 4′    |
| 4.               | Rohrflöte   | 4′    |
| 5.               | Spitzquinte | 2 ⁄3′ |

| II Brustwerk C–g3 |                 |    |
| 6.                | Singend Gedackt | 8′ |
| 7.                | Blockflöte      | 4′ |
| 8.                | Oktave          | 2′ |
| 9.                | Mixtur 2-3f     |    |

| Pedal C–f1 |            |                        |
| 10.        | Subbass    | 16′                    |
|            | Zartbass   | 16′ (Windabschwächung) |
| 11.        | Oktave     | 8′                     |
| 12.        | Choralbass | 4′                     |

- Koppeln: II/I, I/P, II/P

## Glocken
Im Jahr 1910 hat die renommierte Glockengießerei Otto aus Hemelingen/Bremen eine fis''-Glocke für die Herz-Jesu-Kirche in Munchwies gegossen. Im Jahr 1954 goss die Saarlouiser Glockengießerei in Saarlouis-Fraulautern, die von Karl (III) Otto von der Glockengießerei Otto in Bremen-Hemelingen und dem Saarländer Aloys Riewer 1953 gegründet worden war, für Herz Jesu vier Bronzeglocken mit den Schlagtönen: e' – g – a' – h'. Die Glocken haben folgende Durchmesser: 1219 mm, 1023 mm, 913 mm, 813 mm und wiegen: 1225 kg, 675 kg, 475 kg, 350 kg.